# Saqueo de Polonia en la Segunda Guerra Mundial
El saqueo de artefactos culturales e infraestructura industrial polacos durante la Segunda Guerra Mundial fue llevado a cabo en simultáneo por la Alemania Nazi y la Unión Soviética tras la invasión de Polonia en 1939. Una porción significativa del patrimonio cultural polaco, estimado en medio millón de objetos de arte, fue saqueado por las potencias ocupantes. De vez en cuando aún se recuperan piezas catalogadas en otros lugares del mundo, devueltas a Polonia. 
Entre las obras de arte de valor incalculable que se consideran desaparecidas o que en museos figuran obras de Bernardo Bellotto, Anna Bilińska-Bohdanowicz, Józef Brandt, Lucas Cranach el Viejo, Lucas Cranach el Joven, Alberto Durero, Anthony van Dyck, Hans Holbein el Joven, Jacob Jordaens, Frans Luycx, Jacek Malczewski, Rafael, Rembrandt van Rijn, Peter Paul Rubens, Henryk Siemiradzki, Veit Stoss, Alfred Wierusz-Kowalski, Leon Wyczółkowski, Jan Matejko, Henri Gervex, Ludwig Buchhorn, Józef Simmler, Henri-Pierre Danloux, Jan Miense Molenaer y muchos otros.
Como parte de sus esfuerzos por localizar y recuperar los objetos de arte desaparecidos, el Ministerio de Cultura y Patrimonio Nacional de Polonia creó una Base de Datos de Pérdidas de Guerra. En 2013 contenía más de 63.000 entradas. La lista, publicada por el Ministerio, se envía al Instituto Nacional de Museología y Protección de Colecciones, a las embajadas polacas y al Registro Central de Información sobre Bienes Culturales Saqueados 1933-1945 (lootedart.com). Cada tanto se envía a más de 100 casas de subastas del mundo. Además, el Ministerio ha creado el sitio web The Lost Museum, un museo virtual que contiene fotografías históricas de los numerosos objetos de arte que siguen desaparecidos.

## Contexto
Al comienzo de la invasión de Polonia en 1939, el gobierno polaco de entreguerras intentó ocultar el patrimonio cultural más preciado de la nación, como los tesoros reales del castillo de Wawel en Cracovia. Los accesorios reales, incluidos los tapices jagellónicos, fueron enviados en secreto a Europa Occidental y después a Canadá, entre otros lugares. Al final de la guerra, dos gobiernos polacos paralelos, el gobierno polaco en el exilio, apoyado por Occidente, y el gobierno de la Polonia comunista, respaldado por la Unión Soviética, reclamaron estos tesoros nacionales. Canadá entregó los bienes culturales a la República Popular de Polonia en febrero de 1961.

## Alemania nazi
Tras la invasión alemana de Polonia en septiembre de 1939 y la ocupación de Polonia por las fuerzas alemanas, el régimen nazi intentó suprimir la cultura polaca. Como parte de ese proceso, los nazis confiscaron bienes del patrimonio polaco y gran parte de la propiedad privada. Actuando en virtud de los decretos del 19 de octubre y el 16 de diciembre (Verordnung über die Beschlagnahme Kunstgegeständen im Generalgouvernement), varias agencias alemanas iniciaron el proceso de saqueo de museos y otras colecciones polacas, consideradas necesarias para «asegurar» los intereses nacionales alemanes.
El saqueo nazi incluía colecciones de arte privadas y públicas, artefactos, metales preciosos, libros y posesiones personales. Hitler y Göring en particular estaban interesados en adquirir tesoros de arte saqueados de la Europa ocupada, el primero planeaba utilizar el arte robado para llenar las galerías del proyectado Führermuseum (Museo del Líder), y el segundo para su colección personal. Göring, que había despojado de sus obras de arte a casi toda la Polonia ocupada en los seis meses siguientes a la invasión alemana, acabó reuniendo una colección valorada en más de 50 millones de marcos del Reich.
Miles de objetos de arte fueron saqueados, ya que los nazis llevaron a cabo un plan puesto en marcha antes del inicio de las hostilidades. El saqueo fue supervisado por expertos de las unidades SS-Ahnenerbe, Einsatzgruppen, responsables del arte; y, por expertos de la Haupttreuhandstelle Ost, responsables de confiscar negocios y objetos más mundanos. Entre los oficiales nazis responsables de llevar a cabo el plan se encontraban Hans Posse, Josef Mühlmann y su hermanastro Kajetan (alias Kai, ambos de las SS), supervisados por Dagobert Frey, un historiador de las SS originario también de Austria, seleccionado por Berlín para validar Polonia como «tierra teutónica» sin judíos. Además del saqueo oficial por parte de las autoridades nazis, algunos saqueos también fueron llevados a cabo por individuos que actuaban por iniciativa propia; de hecho, Mühlmann se quejó ya el 6 de octubre de 1939 de que muchos de los objetos que se le había encomendado asegurar ya habían sido trasladados o simplemente robados. Aunque los nazis mantuvieron una extensa documentación de las piezas de arte saqueadas recién adquiridas, el sistema no era infalible y perdieron el rastro de gran parte de los bienes saqueados durante la cada vez más azarosa evacuación alemana de Europa central y oriental en 1944.
La mayoría de las obras de arte importantes de las colecciones públicas y privadas polacas habían sido «aseguradas» por los nazis a los seis meses de la invasión de 1939. A finales de 1942, los oficiales alemanes estimaban que «más del 90%» del arte que había en Polonia estaba en su poder. Algunas obras fueron enviadas a museos alemanes, como el proyectado Führermuseum de Linz, mientras que otras pasaron a ser propiedad privada de oficiales nazis. En 1940, Hitler recibió un «regalo» de Hans Frank, gobernador de la Polonia ocupada: una colección, preparada por Mühlmann, de 521 piezas del arte más valioso. Frank, ayudado por el Oberführer Mühlmann, un entendido en arte, reunió una gran colección de arte procedente de colecciones polacas. El coste total del robo y destrucción nazi del arte polaco se estima en 11.140 millones de dólares (valor en dólares de 2001).
Se llevaron más de 516.000 piezas individuales. La cifra exacta es incierta, ya que no todas las obras de arte fueron catalogadas o registradas, en especial en manos privadas, y gran parte de la documentación se perdió. Durante la Segunda Guerra Mundial se inició una evaluación de las pérdidas bajo los auspicios del gobierno polaco en el exilio y el Estado Polaco Clandestino. En 1944, Karol Estreicher publicó en Londres la primera obra sobre este tema, Pérdidas culturales de Polonia Una estimación de 2010 daba una cifra del 75% como porcentaje del patrimonio cultural perdido por Polonia durante la guerra. La estimación abarca tanto el patrimonio cultural destruido como el perdido. El arte saqueado incluye:
- 11.000 cuadros de pintores polacos
- 2.800 cuadros de otros pintores europeos
- 1.400 esculturas
- 75.000 manuscritos
- 25.000 mapas
- 22.000 libros impresos antes de 1800 (starodruki)
- 300.000 grabados y obras sobre papel
- cientos de miles de otros objetos de valor artístico e histórico.[12]

El número de libros saqueados o destruidos se estima entre 1,5 millones y 15 o 22 millones. Incluso se llevaron animales exóticos de los zoológicos polacos. Durante la campaña genocida contra los judíos polacos, que culminó en la operación conocida como Aktion Reinhard de 1942, la extorsión general y el saqueo masivo pasaron a formar parte del plan económico de la Alemania nazi. La política nazi no se limitó al patrimonio artístico polaco.
El robo de judíos polacos y el saqueo de sus propiedades se convirtieron en la norma. En todas las ciudades y pueblos se obligaba a los judíos a entregar no sólo oro, dinero y otros objetos de valor, sino cualquier cosa consumible, incluidos muebles y ropa. Incluso objetos como jaulas de pájaros, picaportes y bolsas de agua caliente fueron saqueados. Cualquier excusa, o ninguna, se convertía en pretexto para la extorsión.

## Unión Soviética

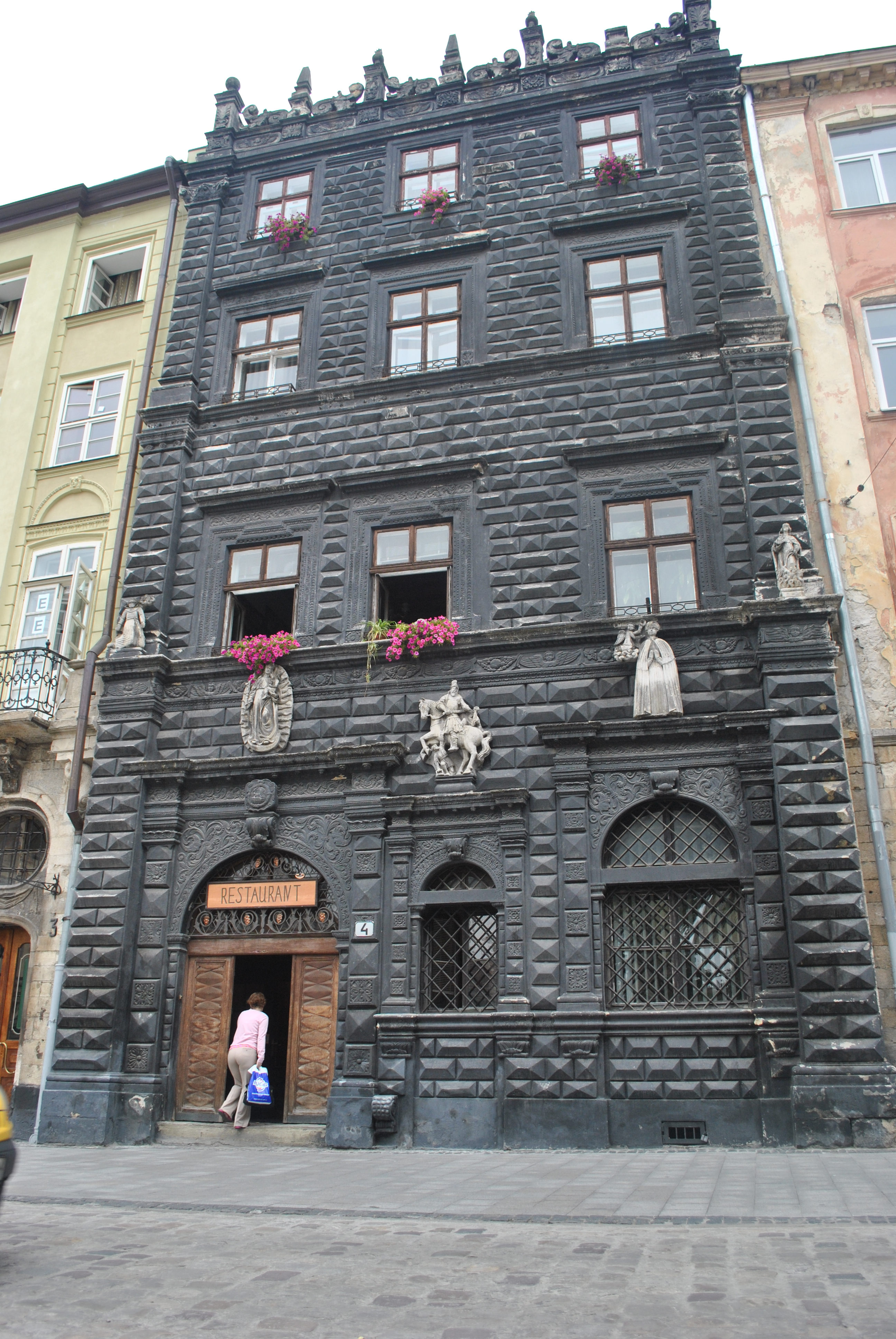
Los objetos del Museo de Historia de Leópolis fueron llevados al sótano de la Casa Negra y destruidos a puerta cerrada.

Después de que la Unión Soviética invadiera Polonia el 17 de septiembre de 1939, también se dedicó al saqueo y la destrucción del patrimonio cultural polaco. Se calcula que poco después de la invasión, la mitad de los museos polacos e instituciones públicas similares fueron desmantelados en los territorios ocupados. Muchas piezas fueron enviadas a sitios soviéticos como el Museo de Historia de Moscú y el Museo Central Antirreligioso (también en Moscú). Otras colecciones fueron destruidas. Durante la liquidación del Museo Histórico de Leópolis a principios de 1940, sus fondos fueron llevados al sótano de la Casa Negra (en polaco: Czarna Kamienica), lejos del escrutinio público, y allí fueron destruidos.
Tras el avance soviético por el territorio polaco ocupado por Alemania, el pillaje y saqueo de cualquier cosa de valor continuaron hasta 1947, a pesar de que estos territorios ya estaban asignados a su aliada Polonia comunista. Las fuerzas soviéticas se dedicaron a un pillaje extenso en los antiguos territorios orientales de Alemania que más tarde serían transferidos a Polonia, despojándolos de cualquier pieza de equipo dejada atrás por la población que huía o era deportada. Incluso los comunistas polacos se sentían incómodos por el alcance de sus crímenes. En 1945, el futuro presidente del Consejo de Estado polaco, el general Aleksander Zawadzki, temía que «las violaciones y saqueos del ejército soviético provocaran una guerra civil».

### Saqueo industrial
A principios de 1946, las operaciones de las «brigadas de trofeos de guerra» fueron reguladas por órdenes detalladas emitidas por el viceministro soviético de Defensa, Nikolai Bulganin. Hasta 1948, estas brigadas enviaron a la URSS al menos 239.000 vagones de ferrocarril que transportaban recursos naturales, fábricas completas y máquinas individuales. Sólo la ciudad de Bydgoszcz perdió 30 fábricas completas y 250 barcos. En Grudziądz el ejército confiscó toda la maquinaria de sus fábricas, independientemente de su tamaño. En Toruń fueron tomados todos los molinos de asar, lo que creó una escasez temporal de pan. Blachownia Śląska perdió una gran instalación de construcción alemana que producía combustible sintético, transportado a la URSS en 10.000 vagones de tren. Una línea de producción similar en Police fue transportada en 14.000 vagones de tren. Gliwice perdió una fábrica de tubos, Bobrek y Łabędy perdieron sus hornos de hierro. Se desmantelaron y se llevaron centrales eléctricas completas de Miechowice, Zabrze, Zdzieszowice, Mikulczyce, Blachownia Śląska y Chełmsk Śląski. También se confiscaron industrias más pequeñas en Sosnowiec, Dąbrowa Górnicza, Częstochowa, Zgoda, Chorzów, Siemianowice, Poznań, Bydgoszcz, Grudziądz, Toruń, Inowrocław, Włocławek, Chojnice, Łódź, Dziedzice y Oświęcim.
Los animales de granja también fueron objeto de pillaje: hasta el 1 de septiembre de 1945, el Ejército Rojo había confiscado 506.000 vacas, 114.000 ovejas y 206.000 caballos. Sólo en febrero de 1945 se llevaron más de 72.000 toneladas de azúcar. En la región de Toruń se llevaron durante este periodo 14.000 toneladas de cereales, 20.000 toneladas de patatas y 21.000 toneladas de remolacha roja. Estas cifras representan sólo el saqueo, ya que el gobierno polaco suministró alimentos al Ejército Rojo, incluyendo 150.000 toneladas de grano, 250.000 de patatas, 25.000 de carne y 100.000 de paja.
A los soldados del Ejército Rojo se les permitía enviar «trofeos de guerra» a casa, cuya cantidad dependía de su rango. El resultado fue un saqueo generalizado de viviendas de las que se llevaron objetos de valor, alimentos, ropa, zapatos, radios, joyas, utensilios, bicicletas e incluso tazas de váter de cerámica. La escala sin precedentes del saqueo individualizado puede estimarse a partir del ejemplo de la ciudad rusa de Kursk, que recibió sólo 300 paquetes personales de soldados en enero de 1945, pero en mayo su número había alcanzado los 87.000.
Una vez finalizados dichos transportes, el Ejército Rojo comenzó a saquear la infraestructura ferroviaria, los talleres de reparación de material rodante, las instalaciones de señalización y los raíles: alrededor de 5.500 km de raíles fueron saqueados.
En 1946, las autoridades polacas estimaron el saqueo en 2.375 millones de dólares de 1938 (equivalentes a 54.000 millones de dólares de 2015).

## Esfuerzos para localizar y reclamar arte robado

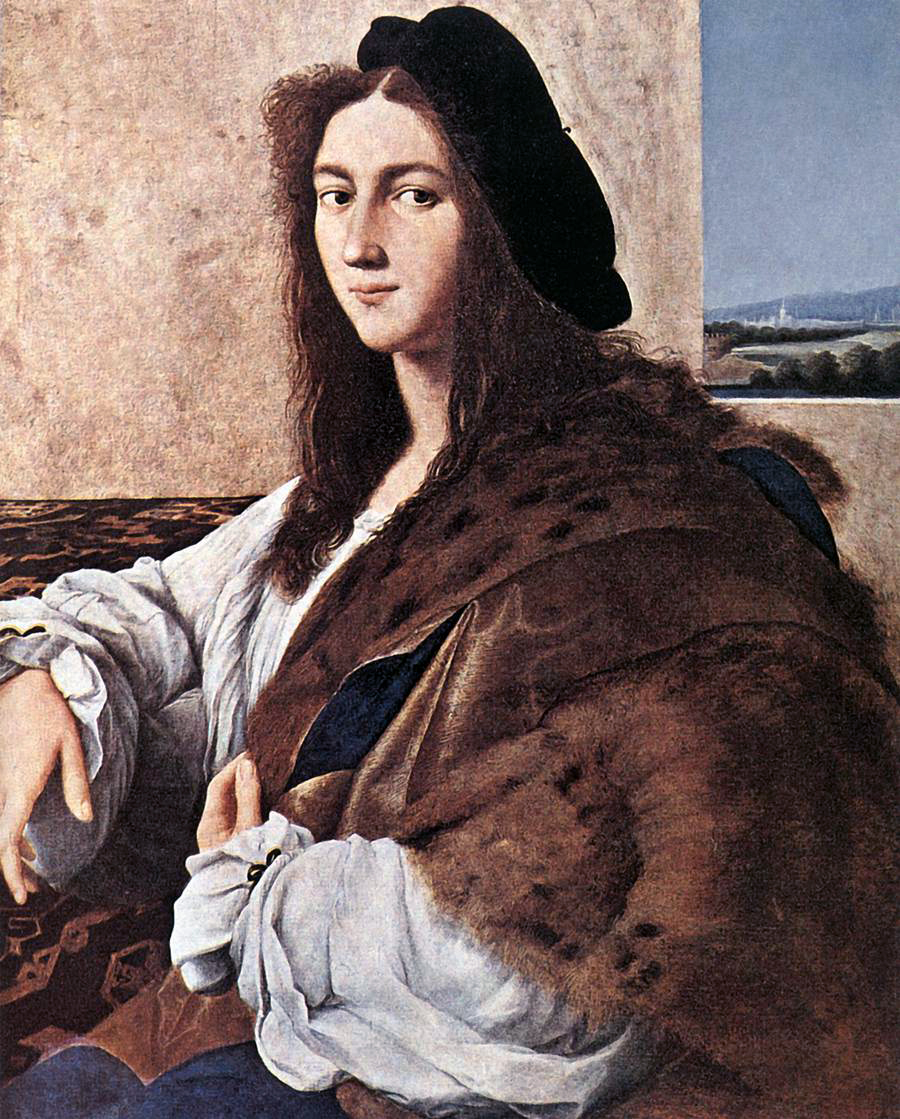
El retrato de un joven de Rafael escondido en la cámara secreta de un banco

Tras la guerra, el Ministerio de Cultura y Arte polaco se encargó de elaborar una lista de objetos de arte perdidos, localizarlos y recuperarlos. La Oficina de Reivindicación y Daños (Biuro Rewindykacji i Odszkodowań) funcionó de 1945 a 1951. Las realidades de la Guerra Fría dificultaron la recuperación del patrimonio cultural saqueado, y no fue hasta las décadas de 1980 y 1990 cuando la situación cambió En 1991 se creó un nuevo organismo con ese fin, la Oficina del Representante del Gobierno para el Patrimonio Cultural Polaco en el Extranjero (Biuro Pełnomocnika Rządu ds. Polskiego Dziedzictwa Kulturalnego Za Granicą), que opera dentro del Ministerio de Cultura y Arte. En 1999, la iniciativa recibió el apoyo del Ministerio de Asuntos Exteriores polaco. Una vez localizada una obra de arte expoliada, el Gobierno polaco emite una solicitud para su restitución y, como se señala en el sitio web del Ministerio, todas las solicitudes presentadas hasta la fecha han tenido éxito. En octubre de 2012, el Ministerio tenía una lista de 30 objetos valiosos que habían sido recuperados entre 2001 y 2012. Entre las obras de arte recuperadas se encuentra el cuadro de Aleksander Gierymski Mujer judía, encontrado en la casa de subastas Eva Aldag de Buxtehude en noviembre de 2010. Fue devuelto al Museo Nacional de Varsovia a finales de julio de 2011 y restaurado.
El 1 de agosto de 2012, el Ministerio de Asuntos Exteriores polaco anunció que una de las obras de arte desaparecidas más famosas de una colección polaca, el cuadro de Rafael Retrato de un joven, se había encontrado «en la cámara acorazada de un banco en un lugar no revelado». Un portavoz del Ministerio se mostró confiado en que el cuadro acabaría siendo devuelto a Polonia. En abril de 2014 se recuperó La escalera del palacio, de Francesco Guardi.
Polonia planea construir un museo virtual, el Museo Perdido, para exponer las piezas de arte robadas.
Tanto Alemania como países de la antigua Unión Soviética conservan gran parte del material polaco saqueado durante la Guerra La recuperación del arte saqueado de los antiguos Estados de la Unión Soviética, como Rusia, resulta muy difícil.

## Otras lecturas
- De la bibliografía seleccionada del Smithsonian sobre la procedencia del arte saqueado :
  - pl . Pérdidas culturales de Polonia: índice de pérdidas culturales polacas durante la ocupación alemana. Londres, 1944.
  - Gołos, Jerzy y Agnieszka Kasprzak-Miler, eds. Straty wojenne: Zabytkowe dzwony utracone w latach 1939-1945 w granicach Polski po 1945 (Pérdidas en tiempos de guerra: campanas históricas perdidas entre 1939 y 1945 dentro de las fronteras de Polonia posteriores a 1945). Poznań, Ministerstwo Kultury i Sztuki, 2000.
  - Kudelski, J.Robert. Tajemnice Nazistowskiej Grabieży Polskich Zbiorow Sztuki. Varsovia: Tower Graphics, 2004.
  - Łaskarzewska, Hanna, ed. Pro memoria: warszawskie biblioteki naukowe w latach okupacji 1939-1945. Varsovia, Wydawnictwo Biblioteki Narodowej, 2004.
  - Pro Memoria - Warszawskie biblioteki naukowe w latach okupacji - 1939-1945. Varsovia: Biblioteka Narodowa, 2004.
  - Romanowska-Zadrożna, María y pl . Straty wojenne: Malarstwo obce: obrazy olejne, pastele, akwarele utracone w latach 1939-1945 w granicach Polski po 1945 bez ziem zachodnich i poółnocnych (Pérdidas en tiempos de guerra: pintura extranjera: pinturas al óleo, pasteles, acuarelas, perdidas entre 1939 y 1945 en el período post- 1945 Fronteras de Polonia, excluidos los territorios occidental y septentrional). Poznań, Ministerstwo Kultury i Sztuki, 2000.
- pl, Losy polskich dóbr kultury w Rosji i ZSRR, Poznań 2003.
- Dariusz Matelski, Polityka Niemiec wobec polskich dóbr kultury w XX wieku, Toruń 2005 (wyd. II, Toruń 2007).

- Datos: Q8036448
- Multimedia: Art lost in Poland during World War II / Q8036448